# Seznam francoskih ilustratorjev
Seznam francoskih ilustratorjev.

## A
- Peggy Adam
- Louis Adan
- Alfred (stripar)
- Édouard-Henri Avril

## B
- George Barbier
- Itomi Bhaa
- Enki Bilal (Enes Bilalović) (stripar)
- Pierre Brissaud
- Jean de Brunhoff
- Laurent de Brunhoff
- Félix Buhot

## C
- Georges Cain
- Jean Carzou
- Paul Émile Chabas
- Charles Othon Frédéric Jean-Baptiste de Clarac
- Charles-Nicolas Cochin
- Jean Cocteau
- Colonel Moutarde
- Jean Cortot

## D
- Dado (Miodrag Đurić 1933–2010) (črnogorsko-fr.)
- Honoré Daumier
- Christian De Metter
- André Devambez
- Gustave Doré
- Léon-Ernest Drivier
- Albert Dubout
- Clémentine-Hélène Dufau
- Edmund Dulac

## F
- Jean Fautrier (1898–1964)

## G
- Pierre Gandon
- Paul Gavarni
- Jean Ignace Isidore Gérard
- Jean Giraud (ps./um.i. Mœbius) (1938–2012), francoski ilustrator, stripar in pisec; delal v tradiciji francosko-belgijske bandes dessinées - BD
- Charles Guérin

## H
- Valentine Hugo

## I
- Mette Ivers

## K
- Alain Korkos

## L
- Félix Labisse
- Thierry Lamouche
- Henri Laurens
- Jean-Paul Laurens
- Maurice Leloir
- Emmanuel Lepage (stripar)

## M
- Marc-Antoine Mathieu (stripar)
- Diogène Maillart
- Marko
- Luc-Olivier Merson
- Mœbius (pr.i. Jean Giraud 1938 – 2012, francoski ilustrator, stripar in pisec; delal v tradiciji francosko-belgijske bandes dessinées - BD)
- Catel Muller

## P
- Jean-Michel Papillon
- Vincent Paronnaud - Winshluss (stripar in filmar)
- Claude Plumail
- Robert Poughéon

## Q
- Jean-Marie Queneau?

## R
- Jake Raynal (stripar)
- Denis Auguste Marie Raffet
- Pierre-Joseph Redouté
- Guillaume Régamey
- Paul Renaud
- Anouk Ricard
- Alfred Riocreux

## S
- Augutin de Saint-Aubin
- Gabriel de Saint-Aubin
- Marjane Satrapi
- Jean-Jacques Sempé

## T
- Marc Taraskoff
- Jacques Tardi (*1946, stripovski avtor)
- James Tissot (Jacques-Joseph Tissot) (fr.-angl.)
- Roland Topor
- Jacques Touchet
- Étienne Léopold Trouvelot

## U
- Albert Aleandro Uderzo (René Goscinny; 1927–2020) (strip Asterix)

## V
- Sébastien Vassant (stripar?)
- Daniel Vierge
- Pixel Vengeur (stripar)

## W
- Winshluss (Vincent Paronnaud) (stripar in filmar)

## Y
- Yann Wehrling